# Къща музей „Иван Вазов“ (Берковица)
Вижте пояснителната страница за други значения на Къща музей „Иван Вазов“.
Къща музей „Иван Вазов“ в Берковица е мястото, където Иван Вазов живее, докато е председател на Окръжния съд в Берковица – 7 март 1879 – 18 септември 1880 г. Къщата музей „Иван Вазов“ е част от Музейния комплекс в Берковица от 2012 г.

## История
Къщата, в която се помещава музеят, е строена в началото на ХІХ век и има типичен за българското Възраждане екстериор и интериор – автентична камина и резбовани тавани, голяма одая с долапи, стенописи, миндерлъци. През 1940 г. е обявена за народна старина. Къщата музей „Иван Вазов“ е открита през 1957 г. След основен ремонт на 15 февруари 1980 г. е открита новата експозиция на музея. През 1964 г. къщата е обявена за архитектурно-строителен паметник на културата с национално значение.

## Експозиция
Експозицията в музея представя творчески път на Иван Вазов, като най-голямо внимание е отделено на берковския му период.
Приземният етаж на къщата се използва в миналото за стопански нужди. Чрез вътрешно стълбище се достига до втория етаж, който се използва за живеене. Дясното крило представлява мъжката част, осветена с множество прозорци, камина, резбован таван и алафранги по стените. В дъното ѝ е разположена турска баня. В това крило живее Иван Вазов. Лявата част е женска. Потонът в тази стая е във вид на „рибена кост“, а таванът на залата с преводната литература е резбован. Той е дело на тревненски майстори.

## Творчество
Благодарение на пребиваването му в Берковица в творчеството на Иван Вазов се появяват редица произведения, които са написани тук. По-значимите са стихотворенията „На Ком“, „Малини“, поемата „Грамада“, повестта „Митрофан и Дормидолски“

## Туризъм
В непосредствена близост до къщата музей „Иван Вазов“ се намира етнографският музей, който е в списъка на 100-те национални туристически обекта на Българския туристически съюз.